# 明日への手紙
「明日への手紙」（あすへのてがみ）は、日本の歌手・手嶌葵の5枚目のシングル。2016年2月10日に、JVCケンウッド・ビクターエンタテインメントより発売された。

## 概要
表題曲は、フジテレビ系月9枠にて2016年1月18日から3月21日まで放送されたテレビドラマ『いつかこの恋を思い出してきっと泣いてしまう』のエンディングテーマとして起用され、東京ドラマアウォード2016にて主題歌賞を受賞した。
もともとは2014年発売の自身のスタジオ・アルバム『Ren'dez-vous』に収録されていた楽曲で、主題歌に起用されるに当たり蔦谷好位置による新たなアレンジが施され、ヴォーカルも新録された。
楽曲提供者の池田綾子は、「もがきながら」という歌詞について、手嶌が歌うにはちょっと言葉がキツいのではと心配していたが、本人としては全然問題はなく、「それまでとは違う部分を見せていきたい」という気持ちもあってむしろ歓迎していた。

## 収録曲
1. 明日への手紙
作詞・作曲: 池田綾子 / 編曲: 蔦谷好位置
  - フジテレビ系ドラマ『いつかこの恋を思い出してきっと泣いてしまう』主題歌
  - アフラック生命保険CMソング[7][8]。
2. 輝きの庭～I'm not alone～
作詞・作曲: 高橋啓太 / 編曲: オトナモード
  - スマートフォンゲームアプリ『I -アイ-』主題歌
3. Can't Help Falling In Love (Live)
作詞・作曲: ヒューゴ・ペレッティ（英語版）、ルイージ・クレイトアー（英語版）、ジョージ・ワイス（英語版） / 編曲: オオニシユウスケ
  - エルヴィス・プレスリーの楽曲のカバー
4. 明日への手紙 （instrumental）

## 収録アルバム
- 『Ren'dez-vous』（2014年）（編曲: TATOO）
- 『Aoi Works 〜best collection 2011-2016〜』（2016年）
- 『Simple is best』（2021年）

## 主なカバー
- 池田綾子 - デビュー20周年記念アルバム『HIKARI』（2022年）にセルフカバーを収録[9]。
- 辛島美登里 - カバーアルバム『Cashmere』（2017年）に収録。
- クリス・ハート - カバーアルバム『Heart Song Tears』（2016年）に収録。
- 幸田浩子 - カバーアルバム『優歌（ゆうか）〜そばにいるうた、よりそううた』（2017年）に収録。
- 琴音 - 1stアルバム『キョウソウカ』（2020年）に収録[10]。
- Jewel - アルバム『夢が夢じゃなくなる日まで』（2019年）に収録。
- 鈴木雅之 - カバーベストアルバム『DISCOVER JAPAN DX』（2022年）に収録[11]。
- 林部智史 - カバーアルバム『カタリベ1』（2018年）に収録。
- 藤原肇（鈴木みのり） - カバーアルバム『THE IDOLM@STER CINDERELLA MASTER Cool jewelries! 004』（2023年）に収録。